# Coprin pie
Coprinopsis picacea
Espèce
Le Coprin pie (Coprinopsis picacea) est une espèce de champignons basidiomycètes de la famille des Psathyrellaceae.

## Systématique
Le nom correct complet (avec auteur) de ce taxon est Coprinopsis picacea (Bull.) Redhead, Vilgalys & Moncalvo, 2001.
L'espèce a été initialement classée dans le genre Agaricus sous le basionyme Agaricus picaceus Bull., 1785.
Ce taxon porte en français le nom vernaculaire ou normalisé suivant : Coprin pie.
Coprinopsis picacea a pour synonymes :
- Agaricus picaceus Bull., 1785
- Coprinus picaceus var. picaceus , 1821
- Coprinus picaceus (Bull.) Gray, 1821

## Description

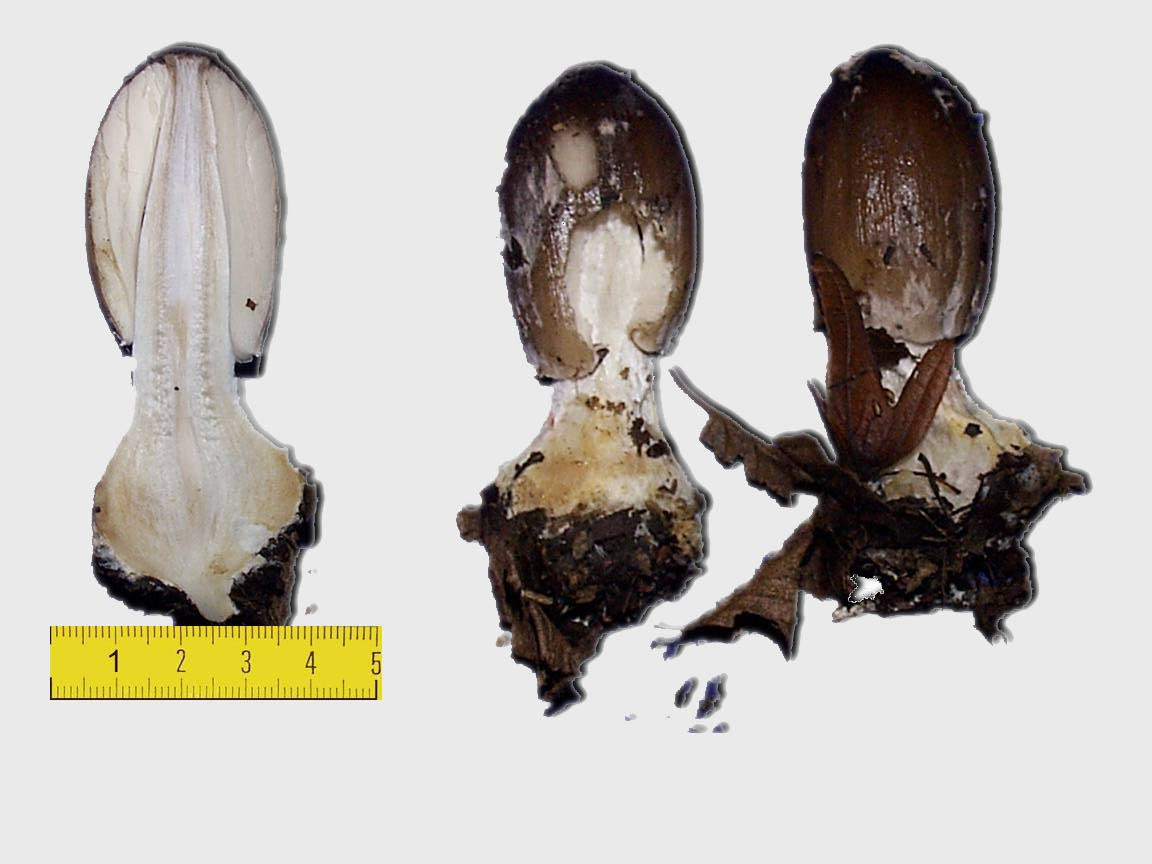
Coprin pie

- Chapeau 3 à 7 cm, longtemps ovoïde puis campanulé, brun-noir couvert d'un voile blanc qui se déchire en plaques irrégulières persistantes, créant une tigrure noire et blanche à l'origine de son nom.
- Lames très serrées, blanches ensuite roses puis noircissant et se liquéfiant (espèce déliquescente) par la sporée, noire, phénomène caractéristique des coprins.
- Pied 10 à 20 cm, blanc chiné, élancé, creux, bulbeux à la base.
- Chair mince, blanche au début ; odeur faible peu agréable ; saveur fade.

## Écologie
Le Coprin pie vient seul ou en petits groupes dans les bois clairs de feuillus, souvent en lisière, voire dans l'herbe des sentiers.

## Utilisation
Comestible très jeune mais d'odeur désagréable, il serait inoffensif à légèrement toxique selon les sources, c'est un champignon sans intérêt culinaire.

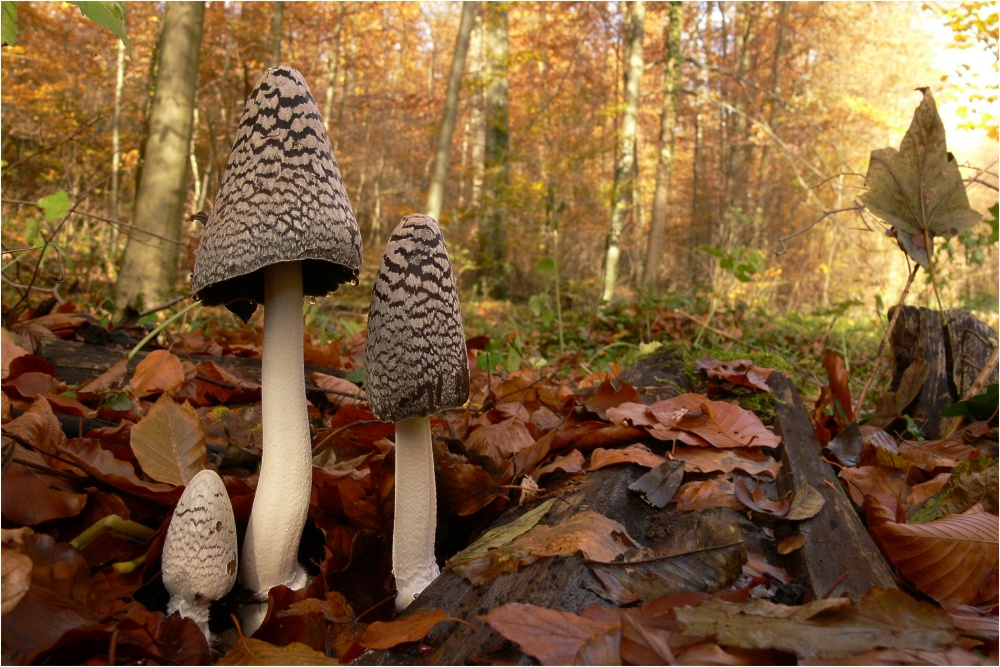
Coprins pie à divers stades de maturité.
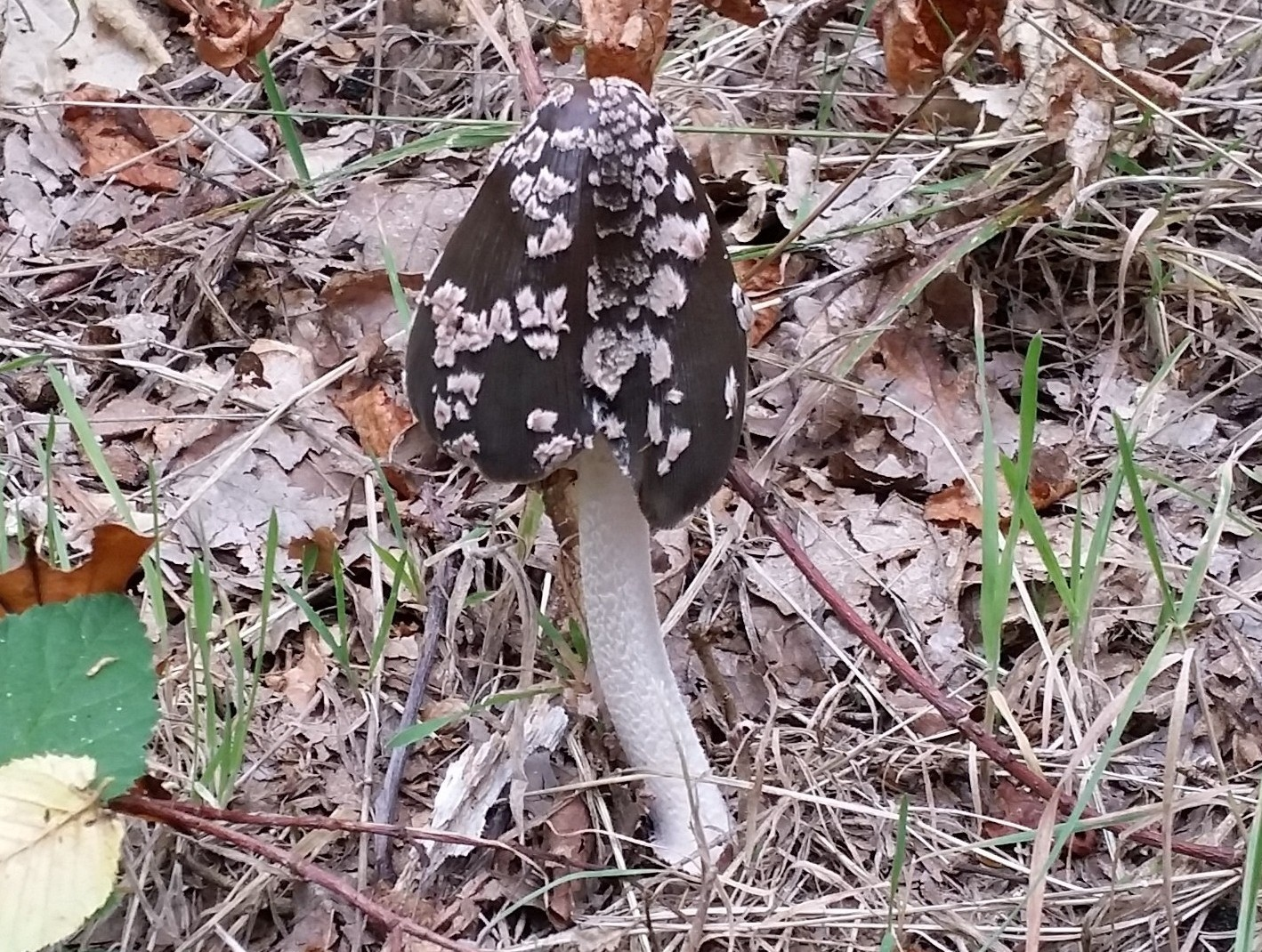
Coprin pie de la forêt d'Orient dans l'Aube, France.
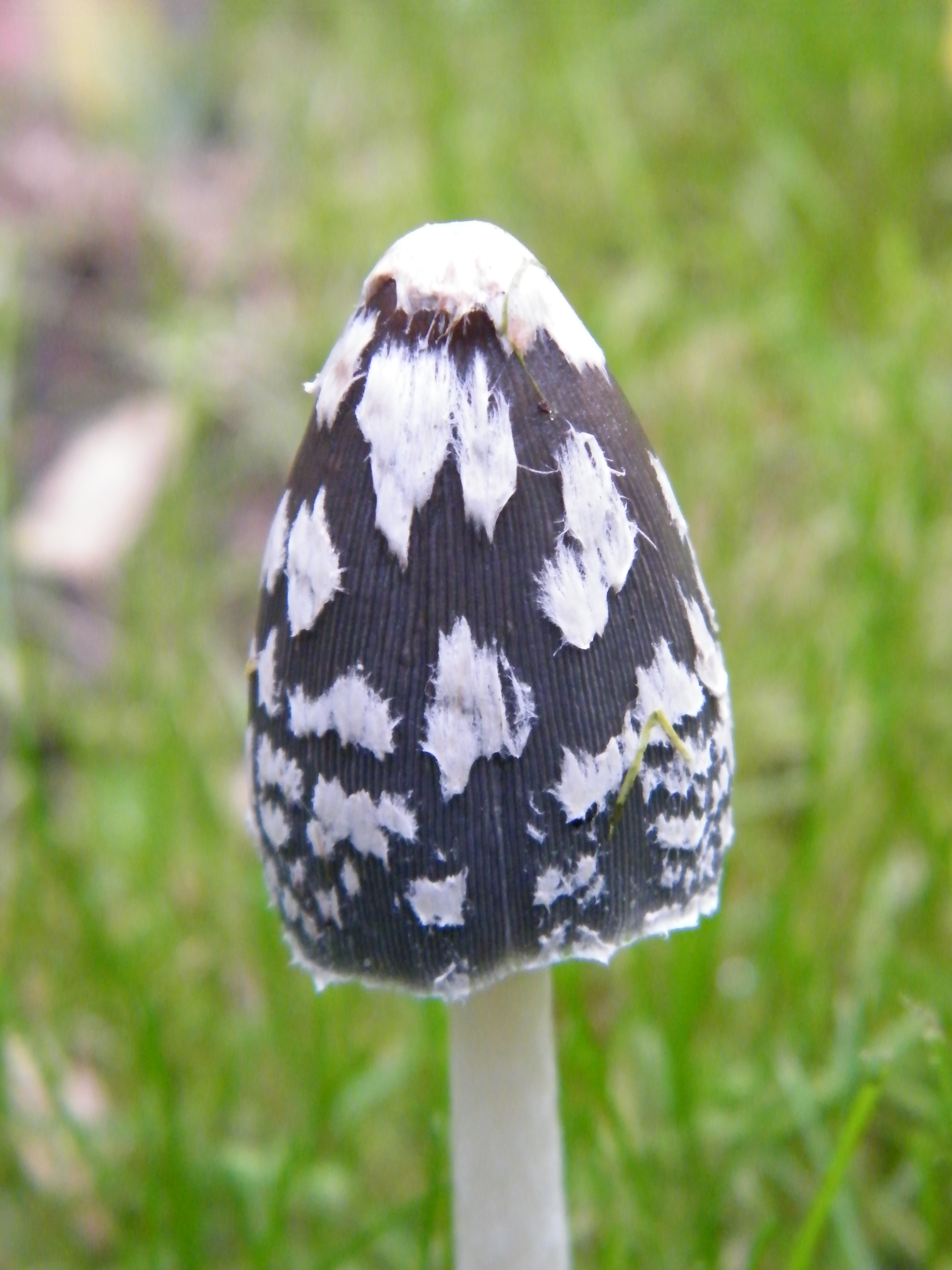
Les caractères « pie » sont parfois très marqués.

## Espèces proches et confusions possibles
Il est proche d'aspect du Coprin chevelu et surtout du Coprin noir d'encre mais le contraste de ses couleurs ne prête pas à confusion.